# Taquilla

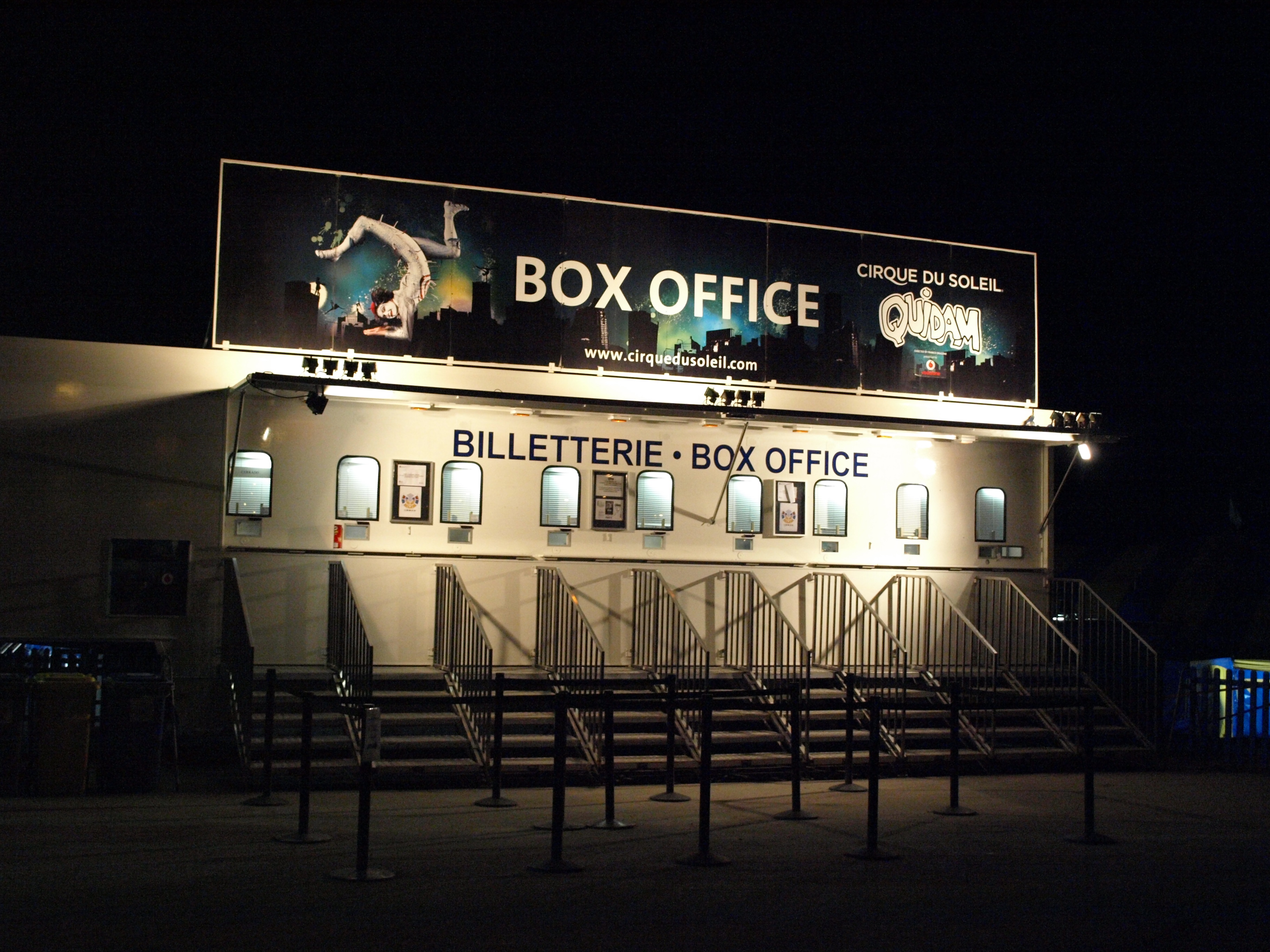
Taquilla del espectáculo Quidam del Cirque du Soleil.

Una taquilla o boletería es una instalación o ventanilla destinada a la venta, distribución o entrega de entradas, billetes o tiquetes, especialmente en lugares donde se prestan servicios al público o se celebran espectáculos. Suelen ubicarse en estaciones de transporte, cines, teatros, museos, estadios, ferias y otros espacios de acceso controlado. Las taquillas permiten realizar pagos, obtener comprobantes de acceso, recibir información y, en algunos casos, gestionar reservas o recargas de tarjetas electrónicas.

## Tipos de taquilla
Según el contexto y el sistema de atención, las taquillas pueden clasificarse en:
Taquillas presenciales: Ventanillas atendidas por personal, donde se realiza la venta directa de entradas o billetes.
Taquillas automatizadas: Dispositivos electrónicos o máquinas expendedoras que permiten realizar transacciones sin intervención humana.
Taquillas híbridas: Combinan atención humana y opciones electrónicas, como validadores o terminales de autoservicio.

## Usos por sector

### Transporte
En terminales de transporte terrestre, estaciones ferroviarias, aeropuertos y sistemas de transporte masivo, las taquillas permiten la compra de pasajes, la obtención de tiquetes y la recarga de tarjetas inteligentes. También pueden ofrecer atención al usuario y emisión de comprobantes de viaje.

### Espectáculos y cultura
En cines, teatros, conciertos y eventos deportivos, las taquillas gestionan la venta de entradas y el control de acceso. Suelen estar organizadas por franjas horarias, zonas del recinto o categorías de público.

## En la industria cinematográfica
En el ámbito del cine, el término taquilla también se utiliza como sinécdoque para referirse al total de ingresos obtenidos por una película durante su exhibición en salas. Este uso, equivalente a la expresión inglesa box office, se emplea para evaluar el rendimiento comercial de una producción.